# Kristian

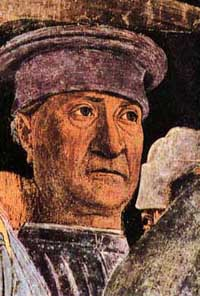
Kung Kristian I av Danmark, Norge och Sverige (levde 1426-1481)

Kristian eller Christian/Cristian är ett mansnamn med latinskt ursprung (Christianius), med betydelsen 'kristen'. Det var ett vanligt namn bland nordiska (danska) kungar från 1400- till 1900-talet. 
Uttalet är för det mesta /krɪstɪan/, men även uttalet Krischan /krɪɧan/ med sj-ljud förekommer, som i konstnären Christian Eriksson eller diplomaten Christian Günther. Uttalet med sj-ljud är del av samma ljudförändring som när stj- i ord som stjärna övergick till sj-ljud. Samma ljudförändring inträffade i orden västgöte, östgöte och gästgiveri. Uttalet med sj-ljud förekommer även i stadsnamnet Kristianstad /krɪˈɧansta/. De flesta stavar namnet med Ch, men trots detta är det K som används i almanackan.
Namnet var ett modenamn på 1970-talet. Den 31 december 2005 fanns det totalt 50 305 personer i Sverige med namnet Kristian eller Christian/Cristian, varav 23 994 med det som tilltalsnamn. År 2003 fick 463 pojkar namnet, varav 127 fick det som tilltalsnamn.
Kristian är numera (2010) inte särskilt vanligt, de flesta av bärarna är vuxna människor.
Namnsdag: I Sverige 13 november (sedan 1829). I Norge, 14 maj. I den finlandssvenska namnsdagslängden har Kristian namnsdag 13 november sedan starten 1929, då en egen namnsdagskalender togs i bruk för finlandssvenskar.

## Personer med förnamnet Kristian/Christian

### Kungligheter med namnet Kristian/Christian
- Christian, tysk furste (Braunschweig-Wolfenbüttel)
- Kristian, hertig av Holstein-Augustenborg
- Kristian I, tysk furste (Anhalt-Bernburg)
- Kristian I, tysk furste (Sachsen)
- Kristian IV av Pfalz-Zweibrücken, tysk furste och svensk tronkandidat
- Kristian I, dansk, svensk och norsk kung
- Kristian II, dansk, svensk och norsk kung
- Kristian III, dansk och norsk kung
- Kristian IV, dansk och norsk kung
- Kristian V, dansk och norsk kung
- Kristian VI, dansk och norsk kung
- Kristian VII, dansk och norsk kung
- Kristian VIII, dansk och norsk kung
- Christian IX, dansk kung
- Christian X, dansk kung
- Kronprins Christian av Danmark, dansk kronprins född 2005
- Kristian August, kronprins i Sverige som Karl August
- Kristian, "den utvalde prinsen", dansk tronföljare
- Kristian Albrekt av Holstein-Gottorp, hertig av Holstein-Gottorp
- Kristian August av Holstein-Gottorp, hertig av Holstein-Gottorp

### Övriga personer med förnamnet Kristian/Christian
- Hans Christian Andersen, dansk författare
- Christian Bale, brittisk skådespelare
- Christian Bäckman, ishockeyspelare, OS-guld 2006
- Christian Dior, fransk modeskapare
- Christian Doppler, österrikisk matematiker och fysiker
- Christian Due-Boije, ishockeyspelare, OS-guld 1994
- Kristjan Eldjarn, Islands president 1968-1980
- Kristian Gerner, historiker och författare
- Christian Günther, jurist och diplomat samt utrikesminister 1939-1945
- Kristian Hellström, friidrottare, OS-brons 1906
- Christian Herter, amerikansk utrikesminister 1959-1961
- Christian Jungersen, dansk författare
- Christopher Christian Karsten, operasångare
- Christian Kern, österrikisk politiker, förbundskansler 2016-2017
- Christian Lous Lange, norsk politiker och pacifist, mottaqare av Nobels fredspris
- Christian Lindberg, trombonist, dirigent och tonsättare
- Christian Lundeberg, politiker och industriledare samt statsminister augusti–november 1905
- Kristian Luuk, komiker och programledare i tv
- Christian Olsson (politiker) (1859–1932), godsägare och politiker
- Christian Olsson (journalist) (född 1965), programledare i radio
- Christian Olsson (musiker född 1971), svensk musiker
- Christian Olsson (musiker född 1977), svensk musiker
- Christian Olsson (friidrottare) (född 1980), OS-guld 2004
- Christian Schenk, tysk friidrottare
- Christian Sinding, norsk kompositör
- Christian Taylor, amerikansk friidrottare, dubbel olympisk guldmedaljör
- Christian Walz, artist, låtskrivare och musikproducent
- Christian "Chippen" Wilhelmsson, fotbollsspelare
- Christian Wulff, tysk förbundspresident
- Hans Christian Ørsted, dansk fysiker och kemist

### Fiktiva personer med förnamnet Kristian/Christian
- Christian Fredrik Garman, person i Alexander Kiellands roman Garman & Worse från 1880